# Malaghan, Chitapur
Malaghan là một làng thuộc tehsil Chitapur, huyện Gulbarga, bang Karnataka, Ấn Độ.